# Кочо Кочовски
Кочо Илиев Кочовски е български революционер, ресенски селски войвода на Вътрешната македоно-одринска революционна организация.

## Биография
Кочо Кочовски е роден в ресенското село Подмочани, тогава в Османската империя. Присъединява се към ВМОРО и през Илинденско-Преображенското въстание е войвода на чета в родното си село. Загива на 27 август в сражение с турски аскер в гората над Подмочани.